# 劉沼光
劉沼光（1921年11月2日—1991年1月19日），新竹州新埔街人，中國共產黨員，東京第一高等學校畢業，東京帝國大學醫學部、台灣大學醫學系畢業，1947年加入中國共產黨並成立中共台灣省工委學生工作委員會、台大醫學院支部書記，1948年10月流亡海外，潛伏於日本從事地下情報工作，1987年移居香港，1991年病逝於香港。

## 生平
劉沼光，1921年生，新竹州新埔街人（今新竹縣新埔鎮），出身新埔望族，父親劉雨順曾任枋寮地區保正，劉沼光自幼聰穎六歲時象棋能擊敗全省冠軍，少年時即有「反日」思想，向日籍同學奮勇挑戰，獲得日籍校長的讚賞新竹州立新竹中學校畢，畢業後赴日本東京求學，考入東京第一高等學校，1943年7月東京一高畢業後考入日本東京帝國大學醫學部，當時台灣人考入東京帝國大學醫學部僅有李德義、樂錦泉、林恩魁與劉沼光四人，劉沼光與林恩魁因而成為莫逆。
林恩魁在回憶錄回憶有次他與同學劉沼光兩人一起在東京街頭散步，經過派出所時，突然被警察叫住：「同學，等等！學生證讓我看一下。」接著迸出一句：「喔，你是台灣人？這裡寫的不就是大稻埕嘛！好，進來！」兩人被帶到派出所後，就被四、五位警察冷不防地拳打腳踢，林恩魁用手臂護著頭，所以牙齒沒有被打斷，劉沼光就被打斷了牙齒。1944年3月東京大轟炸時住處遭到炸毀，劉沼光與林恩魁曾短暫住在劉明電位在東京大久保的豪宅，林恩魁表示劉沼光可能此時期受到劉明電影響左傾，1945年日本戰敗後，劉沼光返台就讀台灣大學醫學系。
1946年劉沼光與留日才女黃龍桃女士結婚，並在台北繼續學業，就讀台灣大學醫學系期間，劉沼光獲選為第一屆台灣大學醫學系學生自治會常務理事，畢業後擔任台灣大學醫學系助教。1947年228發生後，徐懋德、郭琇琮等人吸收許多台大與師大學生加入中共台灣省工委學生工作委員會，1947年8月劉沼光成立台灣省工作委員會台大醫學院支部，並擔任書記吸收林恩魁及學弟葉盛吉、劉漢湖等加入，1948年「四六事件」之後劉沼光受當局鎖定險遭到當局逮捕，1948年10月劉沼光逃往上海，受中共指示潛伏日本，從事地下情報工作，被日人稱為「闇中的男漢」。其間，深受當時台灣旅日僑領賴正山等人心賴與尊重，並暗中給予協助。
1983年，劉沼光與分離37年的妻子黃龍桃於東京重逢，1987年台灣解嚴，劉沼光與妻子移居香港，1991年因腦溢血病逝於香港「美孚寓所」。